# Sundski gavijal
Sundski gavijal ili često i lažni gavijal (Tomistoma schlegelii) je vrsta iz porodice pravih krokodila, iako se u novije vrijeme ovaj njegov status osporava, i moguće je da će ga znanstvena zajednica iz ove premjestiti u porodicu gavijala (Gavialidae). Oblik njihove duge i uske gubice doveo je i do ovog imena, a prema novijim istraživanjima, moguće je da je doista srodniji s gavijalima nego s pravim krokodilima. Sundski gavijal je monotipična vrsta (jedina) u rodu Tomistoma.

## Obilježja
Sundski gavijal može doseći dužino do pet metara. Gubica mu je neobično uska i izdužena, a kako u gornjoj tako i donjoj čeljusti ima brojne uske i šiljaste zube. Njegovo svjetlije do tamno smeđe tijelo je obilježeno tamnijim prugama i pjegama. Vidljive su kako kod mladih, tako i kod odraslih životinja.

## Rasprostranjenost i ugroženost
Ova vrsta krokodila živi isključivo u slatkoj vodi jezera, rijeka i močvara, pojavljivanje ove vrste u bočatoj vodi nije poznato. Područje na kojem ove životinje žive obuhvaća Malajski poluotok i otoke Borneo, Sumatra i Java, dok njihova pojavnost na Sulawesiju nije dokazana. Na temelju nalaza fosila smatra se, da su još u vrijeme dinastije Ming (1368. – 1644.) živjeli na jugu Kine. Poznati su i fosilni ostaci njihovih srodnika i u Sjedinjenim Američkim državama i u Europi.
Danas su sundski gavijali vrlo ugroženi. Prema procjeni "Tomistoma Task Force" "IUCN/SSC Crocodile Specialist Group" u prirodi živi još samo oko 2.500 jedinki. Ugrožava ih uništavanje njihovih staništa sječom šuma, isušivanjem močvarnih tresetišta i krivolov.

## Način života i razmnožavanje
Sundski gavijal živi povučeno i vrlo je plaha životinja. Hrani se pretežno ribama, ali i drugim manjim kralješnjacima, kao što su vodozemci, drugi gmazovi ptice i sisavci. Ženke grade brežuljkasta gnijezda od biljnog materijala najčešće u podnožju stabala. 
Briga o podmlatku usporediva je s drugim krokodilima. 

## Vanjske poveznice
|  | Zajednički poslužitelj ima stranicu o temi Sundski ili lažni gavijal |
|  | Wikivrste imaju podatke o taksonu Sundskim gavijalima                |

- Tomistoma schlegelii  Arhivirana inačica izvorne stranice od 21. prosinca 2007. (Wayback Machine)